# Civilisation: A Personal View
Civilisation: A Personal View ist eine von BBC produzierte Dokumentation, die die (Kultur-)Geschichte der westlichen Welt seit dem frühen Mittelalter in dreizehn Episoden behandelte. Sie wurde auf BBC Two 1969 erstausgestrahlt. Verantwortlich für die Serie war Kenneth Clark, der sie schrieb, durch die Sendung führte und 1969 auch das gleichnamige Buch veröffentlichte. Die deutsche Fernsehfassung wurde unter dem Titel Zivilisation – Die Kultur des Abendlands im Herbst 1977 gesendet, die Buchausgabe Glorie des Abendlandes wurde von Thomas Monrad übersetzt.
Die Fortsetzung Civilisations folgte 2018 und beschränkte sich nicht länger auf die Kulturgeschichte der westlichen Welt. Moderatoren waren Simon Schama, Mary Beard und David Olusoga.
Civilisation war eine der ersten Farbdokumentationen des UK und eine der ersten, großen Produktionen von BBC Two unter der Leitung David Attenboroughs. Das Format, in dem Clark zur Veranschaulichung seiner Thesen durch Westeuropa und Nordamerika reiste (er selbst beschreibt im Vorwort der Buchveröffentlichung, dass – zu Zeiten des Kalten Krieges – verschiedene Orte unzugänglich waren, andere von der Kamera nicht wirklich eingefangen werden konnten oder zu laut für eine Tonaufnahme waren), wurde Vorlage für eine Reihe weiterer Produktionen wie z. B.: „The Ascent of Man“ von Jacob Bronowski, „Life on Earth“ (und Folgeserien) von David Attenborough, James Burkes „Connections“, „Cosmos“ von Carl Sagan, „Royal Heritage“ von Huw Wheldon, und anderer mehr; aber auch deutscher Serien wie der BR-Produktion „Das Erbe der Wittelsbacher – Vermächtnis einer europäischen Dynastie“ von Helmut Dotterweich u. a.
David Attenborough nennt im Making-of als Ziel, mit dieser Serie ein Vorzeigeprojekt für das Farbfernsehen darzustellen. Aus technischen Gründen wurde die Umstellung für BBC2 vor BBC1 vorgenommen.
Die Serie wurde erneut auf BBC Four ausgestrahlt und ist seit 2005 auf DVD erhältlich. Die deutsche Fassung wurde dagegen nicht wiederholt und auch nicht auf DVD veröffentlicht. Die nachstehenden deutschen Episodentitel folgen darum der Buchausgabe, die mit der Fernsehfassung – anders als das englische Original – nicht identisch ist.
| #                                              | Originaltitel                   | Deutscher Titel                    |
| ---------------------------------------------- | ------------------------------- | ---------------------------------- |
| 1                                              | The Skin of our Teeth           | Wir sind noch einmal davongekommen |
| 2                                              | The Great Thaw                  | Das große Tauwetter                |
| 3                                              | Romance and Reality             | Romanze und Realität               |
| 4                                              | Man – the Measure of all Things | Der Mensch – das Maß aller Dinge   |
| 5                                              | The Hero as Artist              | Der Held als Künstler              |
| 6                                              | Protest and Communication       | Protest und Kommunikation          |
| 7                                              | Grandeur and Obedience          | Größe und Gehorsam                 |
| 8                                              | The Light of Experience         | Das Licht der Erfahrung            |
| 9                                              | The Pursuit of Happiness        | Das Streben nach Glückseligkeit    |
| 10                                             | The Smile of Reason             | Das Lächeln der Vernunft           |
| 11                                             | The Worship of Nature           | Die Anbetung der Natur             |
| 12                                             | The Fallacies of Hope           | Die trügerischen Hoffnungen        |
| 13                                             | Heroic Materialism              | Der heroische Materialismus        |
| Es wurden die behandelten Zeitepoche verlinkt. |                                 |                                    |

## Veröffentlichungen in Buchform
- Kenneth Clark, Civilisation – A personal view, London, BBC und John Murray, 1969, ISBN 0-7195-1933-0 und ISBN 0-563-08544-4.
- Kenneth Clark; Glorie des Abendlandes – „Civilisation“ (dt. von Thomas Monrad), Reinbek bei Hamburg, Rowohlt, 1970 ISBN 3-498-00832-3 und 1977, ISBN 3-498-09058-5, auch: Gondrom, Bindlach, 1994, ISBN 3-8112-1172-2.